# Estação Ferroviária de Vargelas
A estação ferroviária de Vargelas (nome anteriormente grafado como "Vargellas") é uma interface da Linha do Douro, que serve a Quinta de Vargelas, no concelho de São João da Pesqueira, em Portugal.

## Descrição

### Localização e acessos
A estação situa-se na freguesia de Vale de Figueira, sendo contígua à quinta epónima, e distando quase seis quilómetros, em declive acentuado, da povoação mais próxima — Olas.

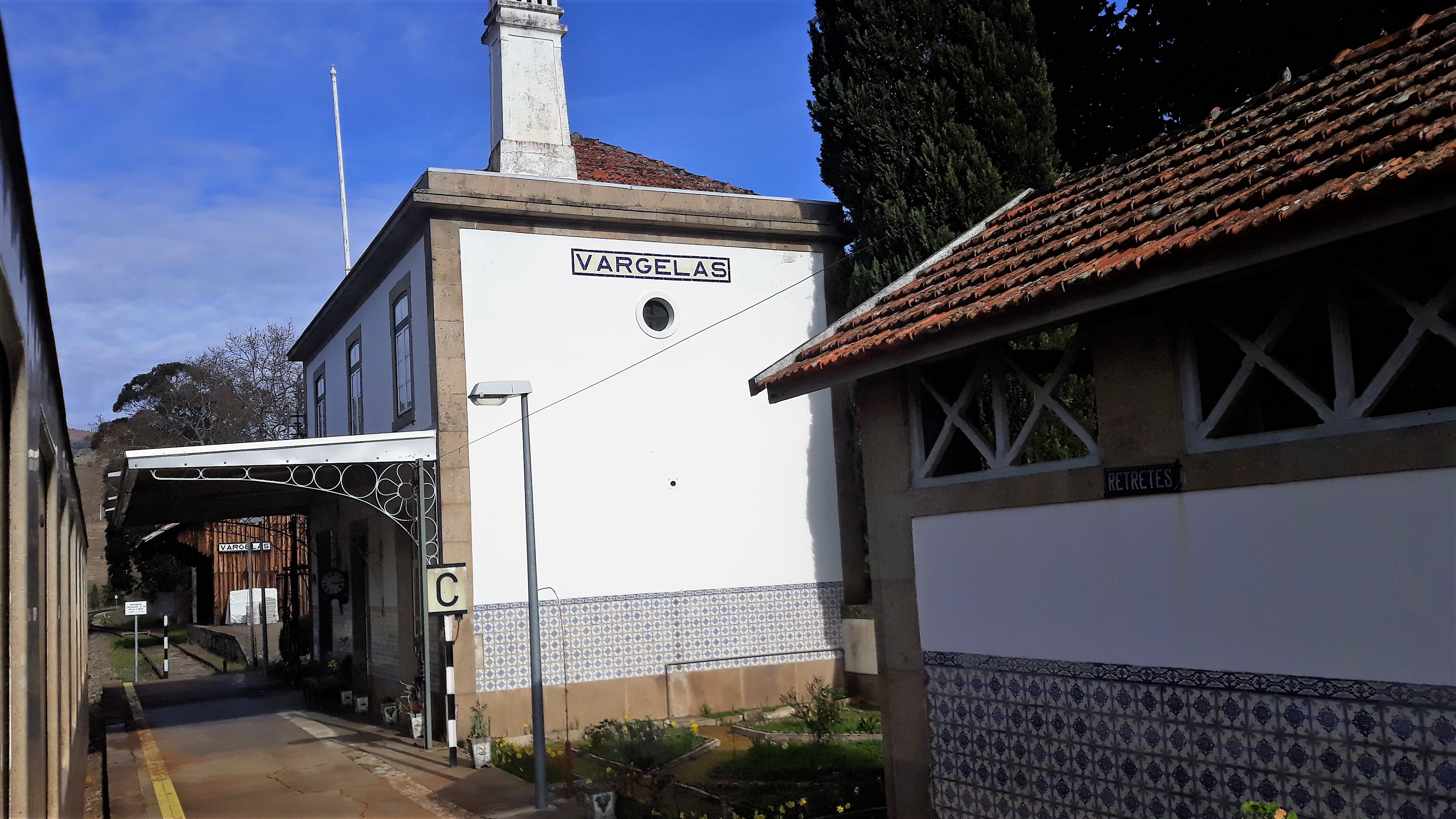
A estação vista do comboio, em 2019, divisando-se ainda a via secundário.

### Infraestrutura
O edifício de passageiros situa-se do lado sulsudeste da via (lado direito do sentido ascendente, para Barca d’Alva). Esta interface apresenta duas vias de circulação, identificadas como I e II, com comprimentos respetivamente 185 e 148 m de extensão, sendo apenas a primeira acessível por plataforma, que tem 68 m de comprimento e 30 cm de altura; existe ainda uma via secundária, identificada como III, com comprimento de 60 m.

### Serviços
Em dados de 2023, esta interface é servida por comboios de passageiros da C.P. de tipos regional e inter-regional, com conco circulações diárias em cada sentido, entre Pocinho e Régua ou Porto-Campanhã ou Porto-São Bento (menos uma do que as restantes interfaces no troço Pocinho-Pinhão).

## História
Esta estação encontra-se no lanço da Linha do Douro entre Tua e Pocinho, que abriu à exploração em 10 de Janeiro de 1887.
Em 1901, estava planeada uma ligação rodoviária entre esta estação, que então possuía o nome de Vargellas, e São João da Pesqueira, embora este empreendimento pudesse ser dispensado caso fosse concluído o ramal da Estrada Distrital n.º 93, de São João da Pesqueira até à antiga estação de Ferradosa. Em 1932, a gare de Vargelas continuava sem ter estradas, possuindo apenas um velho caminho até Freixo de Numão.

Em Janeiro de 2011, possuía duas vias de circulação, com 185 e 148 m de comprimento, e uma plataforma com 74 m de comprimento e 40 cm de altura (numa configuração já de si algo reduzida em comparação com a de décadas anteriores) — valores mais tarde alterados para os atuais.